# Live at Pompeii (álbum de David Gilmour)
Live at Pompeii, también conocido en el mundo hispano como En Vivo en Pompeya, es el segundo álbum en vivo del músico británico David Gilmour, lanzado el 29 de septiembre de 2017. Fue grabado la noche del 7 al 8 de julio de 2016 en el anfiteatro romano de Pompeya (Pompeya, Italia), y se convirtió en el primer espectáculo público en este sitio desde el año 79 d.C. En 1971 la agrupación Pink Floyd, con Gilmour como guitarrista y cantante, realizó un concierto en el mismo sitio, pero sin presencia de público. El 13 de septiembre de 2017 se presentó en algunos cines del mundo el vídeo de Live at Pompeii.

## Lista de canciones

### Disco uno
1. "5 A.M." – 3:13
2. "Rattle That Lock" – 5:21
3. "Faces of Stone" – 6:00
4. "What Do You Want from Me" – 4:41
5. "The Blue" – 6:34
6. "The Great Gig in the Sky" – 6:02
7. "A Boat Lies Waiting" – 4:56
8. "Wish You Were Here" – 5:18
9. "Money" – 8:13
10. "In Any Tongue" – 7:56
11. "High Hopes" – 9:38
12. "One of These Days" – 6:25

### Disco dos
1. "Shine On You Crazy Diamond (Parts 1-5)" – 12:30
2. "Fat Old Sun" – 6:24
3. "Coming Back to Life" – 7:10
4. "On an Island" – 7:05
5. "Today" – 6:43
6. "Sorrow" – 10:51
7. "Run Like Hell" – 7:23
8. "Time/Breathe (In the Air) (Reprise)" – 6:45
9. "Comfortably Numb" – 9:58